# Priyanka Karki
Priyanka Karki (Katmandu, 27 febbraio 1987) è un'attrice, cantante e modella nepalese, ex Miss Teen Nepal e VJ.

## Biografia

### Carriera cinematografica

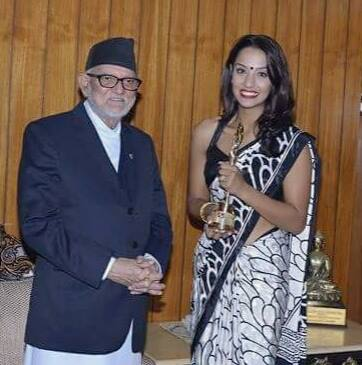
Il primo ministro Sushil Koirala con Karki dopo aver vinto il NFDC National Film Awards 2017 come Miglior Attore (Donna)

Karki è apparsa in Bhulne Po Ho Ki, un piccolo progetto cinematografico negli Stati Uniti. In seguito ha interpretato nel ruolo di una prostituta in Jholay, al fianco di Dayahang Rai. Jholay ha incassato oltre 10 milioni al botteghino. La successiva interpretazione in Nai Nabannu La 2 con Suraj Singh Thakuri ha incassato oltre quattro milioni di NPR. È apparsa anche in diversi video musicali, tra cui Guras Fulyo Banai Bhari, una canzone di Kishor Siwakoti e Asha Bhosle.
Le performance di Karki in Jholay e Nai Na Bhannu La 2 le sono valse il premio Filmykhabar Online come migliore attrice 2017, il premio NEFTA per il miglior attore non protagonista (femminile), il premio INFA per il miglior attore non protagonista (femminile) e il premio INFA Most Popular Actor (femminile).
Successivamente ha interpretato in Aawaran che però non ha avuto incassi simili ai film precedenti. Anche se non ha avuto un grande successo commerciale, questo film ha dato lo slancio a Karki come cantante nell'industria musicale nepalese, cantando la colonna sonora originale di Aawaran in collaborazione con Yama Buddha.
Il film Suntali, prodotta da Karki, è stato selezionato per essere proiettato in anteprima al 19º Busan International Film Festival nella categoria "A Window on Asian Cinema", il quinto giorno del festival. Suntali è stato pubblicato nel febbraio 2015 e, sebbene non sia un successo commerciale, Karki ha vinto il premio nazionale della critica cinematografica (NFCA) e l'NFDC National Film Awards 2017.
Nel 2015, Karki ha recitato come protagonista nel film horror/thriller Mala, una vedova, con lunghi capelli neri e un sari bianco che viene vista per tutto il film ma che dice una sola parola. All'NFDC National Film Awards 2017, il premio della giuria è stato conferito al regista Sudip Singh Bhusa. Karki è stata protagonista della canzone Surke Thaili Khai, che è diventata la prima canzone nepalese a raggiungere i 20 milioni di visualizzazioni su YouTube.
Nel 2016, Karki è apparsa nel ruolo di "Ani" nel quarto capitolo della serie Nai Nabhannu La. Nai Nabhannu La 4 ha incassato oltre 20 milioni nella sua prima settimana di proiezioni. Poco dopo, Karki ha interpretato una detective donna a fianco di Keki Adhikari nel film comico How Funny.
Alla fine dell'anno, Karki ha interpretato come ispettore di polizia nel dramma familiare Shatru Gatey. Il suo lavoro è stato molto apprezzato e il film è diventato uno dei film di maggior successo nella storia del cinema nepalese, celebrando 100 giorni al cinema. Karki apparve poi nella commedia dramma / sociale Kohalpur Express insieme a Keki Adhikari e Reecha Sharma. Questo film incentrato sulle donne ha riscosso un grande successo al botteghino, pur ricevendo recensioni contrastanti. Le pubblicazioni di Karki per il 2018 sono state Katha Kathmandu al fianco di Ayushman Deshraj Joshi e Nai Nabhannu La 5.

### Carriera musicale
Karki ha registrato il classico Timi le ta Hoina di Bachchu Kailash, pubblicandone un video. Karki ha anche collaborato con Nattu Shah su YouTube e ha registrato una cover di Lucky di Jason Mraz e Colbie Caillat. Il singolo di debutto di Karki, Swatantra, che parla di libertà, liberazione e indipendenza, è stato pubblicato il 1º gennaio 2016. Il singolo ha avuto più di 300 000 visualizzazioni durante le prime due settimane e ha raggiunto un milione di visualizzazioni nei primi due mesi.

### Boogie Woogie Nepal
Karki è uno dei giudici del primo reality show internazionale di danza Boogie Woogie Woogie Nepal insieme al coreografo Kabiraj Gahatraj e all'attore Dilip Rayamajhi.

### Vita privata
Priyanka Karki ha sposato Rochak Mainali a 22 anni; la coppia ha divorziato due anni dopo. È apparsa con Mainali in uno spettacolo chiamato Jeevan Sathi nel 2012. Si è fidanzata con Ayusman Deshraj Joshi nel luglio 2018.

## Discografia

### Studio
- 2014 – Aawaran

### Singoli
- 2015 – Lucky (Cover) (con Nattu Shah)
- 2016 – Maya ta Maya ho (Cover) (con Ayusman Deshraj Joshi)
- 2016 – Swatantra
- 2016 – Like I'm gonna lose you (Cover) (con Ayusman Deshraj Joshi)

## Filmografia

### Cinema
- Mahadevi, regia di Narayan Puri (1994)
- 3 Lovers, regia di Suresh Darpan Pokhrel (2012)
- Kollywood, regia di Navaraj Acharya (2013)
- Vigilante 3D, regia di Dipendra K Khanal (2013)
- Karkash, regia di Kamal Sadanah (2013)
- Nepathya, regia di Ram Raja Dahal (2013)
- Jholay, regia di Dipendra K. Khanal (2014)
- Nai Nabhannu La 2, regia di Bikash Raj Acharya (2014)
- Aawaran, regia di Subash Koirala (2014)
- Mero Best Friend, regia di Prasanna Poudyal (2014)
- Hasiya, regia di Milan Chams (2014)
- Punte Parade, regia di Subash Koirala (2014)
- Shree Paanch Ambare, regia di Dipa Basnet (2014)
- Suntali, regia di Bhaskar Dhungana (2015)
- Mala, regia di Sudeep Bhupal Singh (2015)
- Sadanga, regia di Suraj Sunuwar (2015)
- Mission Paisa 2 - Reloaded, regia di Simosh Sunuwar (2015)
- Nai Nabhannu La 3, regia di Muskan Dhakal (2015)
- Woda Number 6, regia di Ujwal Ghimire (2015)
- Lootera, regia di Dayaram Dahal (2015)
- Kabaddi Kabaddi, regia di Ram Babu Gurung (2015)
- Fanko, regia di Subarna Thapa (2016)
- Classic, regia di Dinesh Raut (2016)
- How Funny, regia di Nilu Doma Sherpa (2016)
- Nai Nabhannu La 4, regia di Bikash Raj Acharya (2016)
- Chhakka Panja, regia di Deepa Shree Niraula (2016)
- Purano Dunga, regia di Ram Babu Gurung (2016)
- Radhe, regia di Jagadishwor Thapa (2017)
- Lalteen, regia di Dev Kumar Shrestha (2017)
- Chhakka Panja 2, regia di Deepa Shree Niraula (2017)
- Fateko Jutta, regia di Nikesh Khadka (2017)
- Butterfly (colors of love), regia di Om Pratik Gurung (2018)
- Happy Days, regia di Milan Chams (2018)
- Shatru Gate, regia di Pradeep Bhattarai (2018)
- Lily Bily, regia di Milan Chams (2018)
- Kohalpur Express, regia di Bishal Bhandari (2018)
- Matti Mala, regia di Teke Paurakhi Rai (2018)
- Nai Nabhannu La 5, regia di Bikash Raj Acharya (2018)
- Katha Kathmandu, regia di Sangita Shrestha (2018)
- Chakka Panja 3, regia di Deepa Shree Niraula (2018)
- Changa Chet, regia di Dipendra K. Khanal (2018)
- Kichkandi, regia di Eelum Dixit (2018)
- Dal Bhat Tarkari, regia di Sudan K.C. (2019)
- Prem Diwas, regia di Yogesh Ghimire (2019)
- Hajar Juni Samma, regia di Bikash Raj Acharya (2019)
- Anaagat, regia di Samten Bhutiya (2019)

### Televisione
- The Glam Factor (2006)
- Gharbeti Ba (2006)
- Glamour and Style (2007)
- Call and Win (2007)

### Serie Web
- Just Another Love Story (2019)